# Дорније Do 28D-2
Дорније Do-28D-2 је немачки двомоторни, лаки транспортни, висококрилни авион са STOL карактеристикама (полетање и слетање са кратких полетно слетних стаза).

## Пројектовање и развој
Прототип авиона са ознаком Do-28D полетео је 26. фебруара 1966. а први пут је приказан на изложби у Ле Буржеу 1967. Серијски су се производили авиони Do-28D-1 и то 50 авиона од чега су 4 авиона Do-28D-1/S у западнонемачком РВ коришћена за превоз ВИП особа. Највећи број произведених авиона припада моделу Do-28D-2 са преко 200 направљених авиона почевши од 1971. За разлику од D-1 верзија D-2 добила је јаче моторе, боље управљачке површине, већу масу и бољу опрему. Од 1980. године Дорниер мења ознаку Do-28D-2 у Do-128-2 а исте године марта месеца полеће верзија Do-28D-2T са турбоелисним моторима, настала модификацијом Do-28D-2 из састава западнонемачког РВ. Ипак ова верзија није привукла купце. Два морнаричка Do-28D-2 модификована су у патролне авионе Do-28D-2/OU са носним и бочним радаром.

## Технички опис
Авион Дорније Do 28D-2 је двомоторни вишеседи авион, слободно носећи висококрилац, металне конструкције са класичним фиксним стајним трапом у кога су уграђивани клипни и турбоелисни мотори. Намена му је била транспортни авион али се у току своје експлоатације користио и за друге намене. Авион је спадао у класу авиона са СТОЛ карактеристикама.
Труп авиона је монокок конструкција направљена од дуралуминијума како носећа ребра тако и облога (кора) трупа авиона. Попречни пресек трупа је правоугаоног облика.
Погонска група: Најчешће за погон авиона Do 28D-2 су коришћени два клипна боксер ваздухом хлађена мотора са шест цилиндара Lycoming IGSO-540-A1E снаге 380 KS сваки, смештени у гондолама поред трупа авиона у којима су поред мотора били смештени резервоари за гориво и уље. На вратилу мотора се налазила трокрака Hartzell метална елиса променљивог корака. Поред поменутог мотора у ове авионе су се уграђивали турбоелисни мотори Pratt & Whitney PT6A-110 снаге 500 KS а ови авиони су носили назив Do 128-6.
Крила авиона су са две рамењаче кутијастог типа. Облик крила је правоугаони а оса крила је управна у односу на труп авиона. Конструкција је метална а облога од алуминијумског лима закивцима причвршћена за носећу конструкцију. Вертикални и хоризонтални стабилизатори као и кормило правца као носећу конструкцију имају конструкцију и облогу од дуралуминијума. Стајни трап је фиксни са класичним распоредом точкова.

### Варијанте авиона Дорније Do 28
- Do-28 - прототип,
- Do-28A-1, Do-28A-1-S - Do-28 са пловцима,
- Do-28B-1 - већи нос, већи капацитет резервоара, јачи мотори,
- Do-28B-1-S - авион Do-28B-1 са пловцима,
- Do-28B-2 - авион Do-28B-1 прототип са јачим моторима,
- Do-28C - нереализована верзија са 8 седишта,
- Do-28D Skyservant - прототип,
- Do-28D-1 - серијски Do-28D, и Do-28D-1/S за ВИП превоз,
- Do-28D-2 - са 10 до 14 седишта и југословенска верзија за аерофото снимање,
- Do-28D-2 - патролни авион,
- Do-28D-2T - авион Do-28D-2 са турбоелисним моторима,
- Do-28D-5X Turbo Skyservant - прототип са турбоелисним моторима,
- Do 28D-6X Turbo Skyservant - прототип са турбоелисним моторима,
- Do-28E-TNT - прототип са већим крилом и јачим моторима,
- Do-28 G.92 -словачка модификација авиона,
- Do-128-2 - побољшани авион Do-28D-2,
- Do-128-6 - производна верзија авиона Do-28D-6 Turbo Skyservant,
- Do-128-6MPA - морнарички патролни.

## Земље које су користиле авионе Дорније Do 28D-2
| - Ангола - Бенин - Мозамбик - Нигер - Нигерија - Ел Салвадор - Грчка - Хрватска - Израел - Југославија - Камбоџа | - Камерун - Катанга - Кенија - Малави - Мароко - Немачка - Сомалија - Србија - Шпанија - Турска - Замбија |

## Оперативно коришћење
Укупно је направљено 150 авиона Дорније Do 28D-2 у периоду између 1971. и 1974. године, од којих је 121 испоручен Бундесверу (немачке савезне оружане снаге), где су заменили застареле авионе Перцивал. Они су служили до увођење Дорниер До 228 у 1994, углавном као путнички и транспортни авиони, а 20 ових авиона су пребачени у поморско ваздухопловство, 10 је служило од 1978. као поморски извиђачи. Овим авионима су додати испод крила резервоари за гориво и опремљени су били за друге летове.
Високи нивои буке и вибрација у кабини је довело до замене овог типа авиона знатно тишим турбоелисним авионом До 228. Током 20 година у немачкој војној служби, само три авиона су изгубљена у несрећама.
Авион Do 28D је летео у 30 земаља широм света и још увек је у служби и важи као веома поуздан авион.

### Авион Do-28D-2 у Југославији
Југословенско ратно ваздухопловство је купило два авиона Дорније Do 28D-2 Skyservant 1975. године. Ово су били нестандардни типови тј. специјално урађени авиони намењени за аерофотоснимање и фотограметрију. Ови авиони су и данас (2017) у оперативном стању и налазе се у саставу Ратног ваздухопловства Републике Србије.